# Andrei Ciolacu
Andrei Ciolacu (n. 9 august 1992, București, România) este un fotbalist român liber de contract, care joacă pe post de atacant. Pe plan internațional, are prezențe la națională pentru România Sub-21.

## Date biografice
Andrei Ciolacu s-a născut pe 9 august 1992, în București, unde locuiește și în prezent. Este fan al Rapidului încă de la vârsta de 4 ani. A absolvit Școala Generală nr. 93 „Emil Racoviță” și Colegiul Tehnic „Petru Rareș”. Și-a petrecut junioratul la echipele de juniori ale Rapidului și la echipa de copii a Inter Gaz București, apoi la echipa secundă a clubului. Joacă la echipa de seniori a Rapidului din anul 2011, purtând pe tricou numărul 9.
Meciul său de debut pentru echipa de seniori a Rapidului este Astra Ploiești - Rapid București, în sezonul 2010-2011 al Ligii 1 din România, disputat pe 22 aprilie 2011 și încheiat cu o remiză, 0-0. S-a remarcat prin faptul că este un jucător liniștit, atât pe terenul de fotbal (2 cartonașe galbene în întreaga sa carieră la seniori), cât și în afara acestuia.

## Statistici
Date statistice pentru întreaga carieră:
| Liga 1              | Liga a 2-a                               | Liga a 3-a    | Cupa României | Copii și juniori | UEFA Europa League | Naționala de tineret | Cupa Ligii |
| ------------------- | ---------------------------------------- | ------------- | ------------- | ---------------- | ------------------ | -------------------- | ---------- |
| 16 meciuri          | 38 de meciuri (din care 25 pentru Rapid) | 24 de meciuri | 4 meciuri     | 270 de meciuri   | 3 meciuri          | 3 meciuri            | 2 meciuri  |
| 3 goluri, 1 assisst | 10 goluri, 1 assist                      | 6 goluri      | 2 goluri      | 216 goluri       | -                  | -                    | 2 goluri   |

Pentru sezonul 2013-2014:
|             | Cupa României | Liga a 2-a |
| ----------- | ------------- | ---------- |
| Meciuri     | 3             | 15         |
| Goluri      | 1             | 3          |
| Pase de gol | -             | 1          |

Pentru sezonul 2014-2015:
|             | Liga 1 | Cupa Ligii |
| ----------- | ------ | ---------- |
| Meciuri     | 2      | 2          |
| Goluri      | 1      | 2          |
| Pase de gol | -      | -          |

## 2013-2014
În sezonul 2013-2014, FC Rapid București a fost retrogradată în Liga a 2-a din România, în urma neacordării licenței de către Federația Română de Fotbal, în urma unei proceduri controversate. Andrei, alături de o parte din jucătorii legitimați la Rapid, a ales să joace în continuare pentru echipa sa, având ca scop promovarea acesteia înapoi în primul eșalon, acolo unde îi este locul. Sezonul 2013-2014 i-a adus lui Andrei trei goluri, până în etapa a 20-a a ligii secunde, dintre care unul pe Stadionul Giulești, împotriva echipei FC Clinceni, altul la Buzău, împotriva formației gazdă, FC Gloria, și un al treilea, tot pe Giulești, în meciul contra CF Brăila.
Din primăvara anului 2014, Andrei joacă alături de legendele Rapidului, Daniel Pancu și Daniel Niculae, dar și de Mădălin Martin, coleg de generație cu el, în atacul Rapidului, care devine, astfel, cel mai ofensiv de după retrogradarea echipei.

## 2014-2015
În sezonul 2014-2015, Rapidul a promovat în Liga 1 din România. Andrei a reușit un gol în a doua etapă a campionatului, în meciul împotriva Viitorului Constanța, disputat la Chiajna.

## Echipa națională de tineret
Andrei Ciolacu a fost selecționat de trei ori, în anul 2013, la echipa națională de tineret (U-21) a României. Deși nu a reușit încă niciun gol la națională, atacantul Rapidului arată un potențial deosebit.